# Daldis
Koordinaten: 38° 40′ N, 28° 5′ O
Daldis (altgriechisch Δάλδις) war eine antike Stadt in der kleinasiatischen Landschaft Lydien, oberhalb des Marmara Gölü in der Provinz Manisa in der heutigen Türkei. Sie ist vor allem durch Inschriften und dort geprägte Münzen aus der römischen Kaiserzeit (1. bis 3. Jahrhundert) bekannt. Aus Daldis stammte die Mutter des Traumdeuters Artemidor von Daldis.
Auf einen spätantiken Bischofssitz in der Stadt geht das Titularbistum Daldis der römisch-katholischen Kirche zurück.